# Voldemaras Novickis
Voldemaras Novickis, litovski rokometaš, * 22. februar 1956, Kaunas, † 31. januar 2022.
Leta 1980 je na poletnih olimpijskih igrah v Moskvi v sestavi sovjetske rokometne reprezentance osvojil srebrno olimpijsko medaljo in leta 1988 še zlato medaljo.